# 手研耳命
手研耳命（たぎしみみ の みこと、『古事記』では多芸志美美命、? - 己卯年11月）は、記紀等に伝わる古代日本の皇族。
二人の弟に対する反逆（タギシミミの反逆）を起こしたとされることで知られる。

## 名称
「耳（みみ）」については、「ミミおよびミ」を参照。

## 系譜
『日本書紀』によれば、神武天皇（初代天皇）の第1皇子である。母は吾平津媛。同書によれば、異母弟に神八井耳命および神渟名川耳尊（のちの綏靖天皇（第2代天皇））がいる。
- 妻：媛蹈鞴五十鈴媛命（ひめたたらいすずひめ の みこと、伊須気余理比売命）
手研耳命の父である神武天皇の皇后。なお、この婚姻は『古事記』のみの所伝である。

### 系図
| 吾平津媛 | 吾平津媛 | 吾平津媛 | 吾平津媛 | 吾平津媛 | 吾平津媛 |          |          |          |          | 1神武天皇  | 1神武天皇  | 1神武天皇  | 1神武天皇  | 1神武天皇  | 1神武天皇  |                            |                            |                            |                            |                            |                            | 媛蹈鞴五十鈴媛命 | 媛蹈鞴五十鈴媛命 | 媛蹈鞴五十鈴媛命 | 媛蹈鞴五十鈴媛命 | 媛蹈鞴五十鈴媛命 | 媛蹈鞴五十鈴媛命 |
| 吾平津媛 | 吾平津媛 | 吾平津媛 | 吾平津媛 | 吾平津媛 | 吾平津媛 |          |          |          |          | 1神武天皇  | 1神武天皇  | 1神武天皇  | 1神武天皇  | 1神武天皇  | 1神武天皇  |                            |                            |                            |                            |                            |                            | 媛蹈鞴五十鈴媛命 | 媛蹈鞴五十鈴媛命 | 媛蹈鞴五十鈴媛命 | 媛蹈鞴五十鈴媛命 | 媛蹈鞴五十鈴媛命 | 媛蹈鞴五十鈴媛命 |
|          |          |          |          |          |          |          |          |          |          |            |            |            |            |            |            |                            |                            |                            |                            |                            |                            |                  |                  |                  |                  |                  |                  |
|          |          |          |          |          |          |          |          |          |          |            |            |            |            |            |            |                            |                            |                            |                            |                            |                            |                  |                  |                  |                  |                  |                  |
|          |          |          |          | 手研耳命 | 手研耳命 | 手研耳命 | 手研耳命 | 手研耳命 | 手研耳命 | 神八井耳命 | 神八井耳命 | 神八井耳命 | 神八井耳命 | 神八井耳命 | 神八井耳命 | 2綏靖天皇 （神渟名川耳尊） | 2綏靖天皇 （神渟名川耳尊） | 2綏靖天皇 （神渟名川耳尊） | 2綏靖天皇 （神渟名川耳尊） | 2綏靖天皇 （神渟名川耳尊） | 2綏靖天皇 （神渟名川耳尊） |                  |                  |                  |                  |                  |                  |

- 赤背景は女性。

## 記録
『日本書紀』によると、手研耳命は神武東征に従っていたという。
また同書によると、神武天皇の崩御後、手研耳命は異母弟の神八井耳命・皇太子神渟名川耳尊（のちの第2代綏靖天皇）を害そうとした（手研耳の反逆）が、これを知った神八井耳・神渟名川耳兄弟により、己卯年11月に、手研耳は片丘（奈良県北葛城郡王寺町・香芝町・上牧町付近か）の大窨（おおむろ）に臥せっていたところを襲われ、討たれたという。
『古事記』でも同様の説話が記されるが、多芸志美美命が殺害を計画する対象は、日子八井命（神八井耳命の同母兄）を含めた3人となっている。また、3人が多芸志美美命の計画を知ったのは、3人の母親である伊須気余理比売命の歌によると記されている。